# Stazione di Kōzenji
La stazione di Kōzenji (光善寺駅?, Kōzenji-eki) è una stazione ferroviaria delle Ferrovie Keihan situata nella città di Hirakata nella prefettura di Osaka, in Giappone. La stazione è servita dalla linea Keihan Nakanoshima ed è dotata di 2 binari passanti in superficie

## Linee e servizi

### Treni
Ferrovie Keihan
● Linea principale Keihan

## Struttura
La stazione è costituita due marciapiedi laterali con due binari passanti su viadotto.
| 1 | ● Linea principale Keihan | per Hirakatashi, Chūshojima, Sanjō e Demachiyanagi (ora di punta)         |
| 2 | ● Linea principale Keihan | per Moriguchishi, Kyōbashi, Yodoyabashi o Nakanoshima (linea Nakanoshima) |

## Stazioni adiacenti
| «                                 | Servizio                                              | »                       |
| Linea principale Keihan           | Linea principale Keihan                               | Linea principale Keihan |
| --------------------------------- | ----------------------------------------------------- | ----------------------- |
| Kōrien                            | Locale Semiespresso Subespresso Subespresso pendolari | Hirakatakōen            |
| Tutti gli altri treni non fermano |                                                       |                         |